# جلالا
جلالا هي إحدى القرى اللبنانية من قرى قضاء زحلة في محافظة البقاع.